# Martin Gilbert (wielrenner)
Martin Gilbert (Châteauguay, 30 oktober 1982) is een Canadees wielrenner die zijn vaderland als baanwielrenner vertegenwoordigde bij de Olympische Spelen van Peking in 2008. Daar eindigde hij als twaalfde op het onderdeel koppelkoers, samen met Zachary Bell.

## Overwinningen
2003
 Canadees kampioen op de weg, Beloften
2005
1e etappe Tour de Beauce
2007
 Pan-Amerikaans kampioen op de weg
2009
4e etappe Ronde van Cuba
7e etappe Ronde van Missouri
2010
5e en 13e etappe Ronde van Cuba
8e en 10e etappe Ronde van Uruguay

## Ploegen
- 2006 –  Kodakgallery.com-Sierra Nevada Pro Cycling
- 2007 –  Kelly Benefit Strategies-Medifast
- 2008 –  Kelly Benefit Strategies-Medifast
- 2009 –  Planet Energy
- 2010 –  SpiderTech presented by Planet Energy
- 2011 –  Team SpiderTech powered by C10
- 2012 –  SpiderTech powered by C10

Batty · Boily · Boivin (stagiair) · Doin-Poitras · Gilbert · Hunt · Lacombe · Langlois · Miller · Parisien · Plaice · Randell · Roth · C.Vives · M.Vives
Batty · D.Boily · E.Boily · Boivin · Cosette · Euser · Gilbert · Lacombe · Lambert-Lemay · Langlois · de Luna · Parisien · Randell · Roth · Vives
Anderson · Batty · Bell · Boily · Boivin · Euser · Gilbert · Houle · Lacombe · Lambert-Lemay · Langlois · de Luna · McCarty · Parisien · Randell · Roth · Routley · Tuft · Vives
Anderson · Bell · Boily · Boivin · Euser · Fairly · Gilbert · Houle · Künzli · Lacombe · Lambert-Lemay · de Luna · McCarty · Parisien · Roth · Routley · Selander · Vandborg · Vives · Duchesne (stagiair)